# ISO/IEC 8859-8
ISO/IEC 8859-8(Information technology — 8-bit single-byte coded graphic character sets — Part 8: Latin/Hebrew alphabet)은 ASCII 기반 표준 문자 인코딩의 ISO/IEC 8859 시리즈의 일부이다. 1999년의 ISO/IEC 8859-8:1999가 제2차 버전이자 현재의 판이며, 1988년에 나온 첫 번째 에디션 ISO/IEC 8859-8:1988를 대체한다. 비공식적으로 Latin/Hebrew으로 부른다. ISO/IEC 8859-8는 모든 히브리 문자를 지원하지만 니쿠드(Niqqud)가 존재하지 않는다. IBM은 코드 페이지 916(CCSIDs 916 및 5012)를 여기에 할당하였다. 또, 이 문자 집합은 일부 확장과 함께 이스라엘 표준 SI1311:2002에 채택되었다.